# Ficinia ramosissima
Ficinia ramosissima är en halvgräsart som beskrevs av Carl Sigismund Kunth. Ficinia ramosissima ingår i släktet Ficinia och familjen halvgräs. Inga underarter finns listade i Catalogue of Life.